# Casa dei Soviet (San Pietroburgo)
La Casa dei Soviet di San Pietroburgo (in russo: Дом Советов, Dom Sovetov), opera dell'architetto Noi Trotsky, è un palazzo del realismo socialista in stile classicismo socialista (o gotico staliniano), che ospita gli uffici amministrativi di decentramento locale.
Durante l'assedio di Leningrado (vecchio nome della città durante il comunismo), nella seconda guerra mondiale, fu fortificata ed utilizzata come sede di comando dell'Armata Rossa.
Il largo prospiciente la Casa dei Soviet prende il nome di piazza Mosca e, durante la costruzione della fermata Moskovskaya della linea 2 della metropolitana, nel 1970, fu estensivamente rimodellata, adornata con numerose fontane e al suo centro decorata con piccole fioriere e da una imponente statua di Lenin alta 16 metri, eretta per commemorare il centenario della nascita del rivoluzionario russo, opera dello scultore Mikhail Anikushin e dell'architetto Valentin Alexandrovich Kamensky, divenendo il monumento più alto della città.